# العلاقات البوسنية الأمريكية
العلاقات البوسنية الأمريكية هي العلاقات الثنائية التي تجمع بين البوسنة والهرسك والولايات المتحدة.

## مقارنة بين البلدين
هذه مقارنة عامة ومرجعية للدولتين:
| وجه المقارنة                                              | البوسنة والهرسك                                             | الولايات المتحدة                                                                                                  |
| --------------------------------------------------------- | ----------------------------------------------------------- | --- |
| المساحة (كم2)                                             | 51.20 ألف                                                   | 9.83 مليون |
| عدد السكان (نسمة)                                         | 3.51 مليون                                                  | 311.58 مليون |
| الكثافة السكانية (ن./كم²)                                 | 68.55                                                       | 31.7 |
| العاصمة                                                   | سراييفو                                                     | واشنطن العاصمة |
| اللغة الرسمية                                             | اللغة البوسنوية، اللغة الكرواتية، اللغة الصربية             | لغة إنجليزية |
| العملة                                                    | مارك بوسني                                                  | دولار أمريكي |
| الناتج المحلي الإجمالي (بليون دولار)                      | 18.17 مليار                                                 | 19.39 تريليون |
| الناتج المحلي الإجمالي (تعادل القوة الشرائية) بليون دولار | 41.35 مليار                                                 | 18.04 تريليون |
| الناتج المحلي الإجمالي الاسمي للفرد دولار أمريكي          | 4.25 ألف                                                    | 56.12 ألف |
| الناتج المحلي الإجمالي للفرد دولار أمريكي                 | 10.43 ألف                                                   | 54.63 ألف |
| مؤشر التنمية البشرية                                      | 0.733                                                       | 0.920 |
| رمز المكالمات الدولي                                      | +387                                                        | +1 |
| رمز الإنترنت                                              | .ba                                                         | .us، حكومة، .mil، Edu.                                                                                            |
| المنطقة الزمنية                                           | توقيت وسط أوروبا، ت ع م+01:00، ت ع م+02:00، أوروبا/سراييفو ‏ | توقيت ساموا الأمريكية، توقيت أطلنطي موحد، منطقة زمنية وسطى، توقيت ألاسكا ‏، المنطقة الزمنية الجبلية، توقيت تشامرو ‏ |

## مدن متوأمة
في ما يلي قائمة باتفاقيات التوأمة بين مدن بوسنية وأمريكية:
- ترتبط توزلا مع دالاس باتفاقية توأمة.
- ترتبط برتشكو مع سانت لويس باتفاقية توأمة.
- ترتبط سراييفو مع دايتون باتفاقية توأمة منذ 1972.

## منظمات دولية مشتركة
يشترك البلدان في عضوية مجموعة من المنظمات الدولية، منها:
| علم المنظمة | اسم المنظمة                               | تاريخ انضمام البوسنة والهرسك | تاريخ انضمام الولايات المتحدة |
| ----------- | ----------------------------------------- | ---------------------------- | ----------------------------- |
|             | منظمة الأمن والتعاون في أوروبا            | 30 أبريل 1992                | 25 يونيو 1973                 |
|             | وكالة ضمان الاستثمار متعدد الأطراف        | 19 مارس 1993                 | 12 أبريل 1988                 |
|             | الاتحاد الدولي للاتصالات                  | 20 أكتوبر 1992               | 1 يوليو 1908                  |
|             | يونسكو                                    | 2 يونيو 1993                 | 4 نوفمبر 1946                 |
|             | الأمم المتحدة                             | 22 مايو 1992                 | 24 أكتوبر 1945                |
|             | المركز الدولي لتسوية المنازعات الاستشارية | 13 يونيو 1997                | 14 أكتوبر 1966                |
|             | البنك الدولي للإنشاء والتعمير             | 25 فبراير 1993               | 27 ديسمبر 1945                |
|             | مؤسسة التمويل الدولية                     | 25 فبراير 1993               | 20 يوليو 1956                 |
|             | مؤسسة التنمية الدولية                     | 25 فبراير 1993               | 24 سبتمبر 1960                |
|             | منظمة الشرطة الجنائية الدولية             | ?                            | ?                             |
|             | الاتحاد البريدي العالمي                   | ?                            | ?                             |
|             | منظمة حظر الأسلحة الكيميائية              | ?                            | ?                             |
|             | اتفاقية السماوات المفتوحة                 | ?                            | ?                             |

## أعلام
هذه قائمة لبعض الشخصيات التي تربطها علاقات بالبلدين:
- أليكس رينفرو (لاعب كرة سلة أمريكي، 23 مايو 1986 – )
- أمير ديلتش (30 يونيو 1982 – )
- جي آر بريمر (19 سبتمبر 1980 – )
- غوران سوتون (لاعب كرة سلة أمريكي، 11 أغسطس 1985 – )
- كارل مالدن (ممثل أمريكي، 22 مارس 1912[25][26][27] – 1 يوليو 2009[25][26][27])
- كريستيان كاباليك (لاعب كرة مضرب بوسني، 3 أكتوبر 1978 – )
- هنري دوميركانت (لاعب كرة سلة أمريكي، 30 ديسمبر 1980 – )

## وصلات خارجية
- موقع وزارة الخارجية البوسنية
- موقع وزارة الخارجية الأمريكية